# 始熊猫属
始熊猫屬（Ailurarctos）是熊猫亚科已滅絕的一個屬，發現於中國，生活在800萬年前的中新世末期。該屬發現的第一個種為禄丰始熊猫（Ailurarctos lufengensis）。

## 历史
1970年代云南禄丰縣石灰坝村禄丰盆地一个褐煤矿井的工人發現一大批化石，1978年中国科学院古脊椎动物与古人类研究所展開調查，在化石中發現禄丰始熊猫。1987年，云南元谋盆地北部小河、竹棚等地又發現元谋始熊猫（Ailurarctos yuanmouensis）。